# Thelacantha brevispina
Thelacantha brevispina là một loài nhện trong họ Araneidae.
Loài này thuộc chi Thelacantha. Thelacantha brevispina được Carl Ludwig Doleschall miêu tả năm 1857.

## Hình ảnh

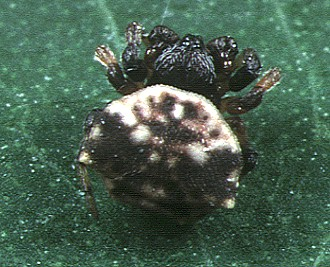
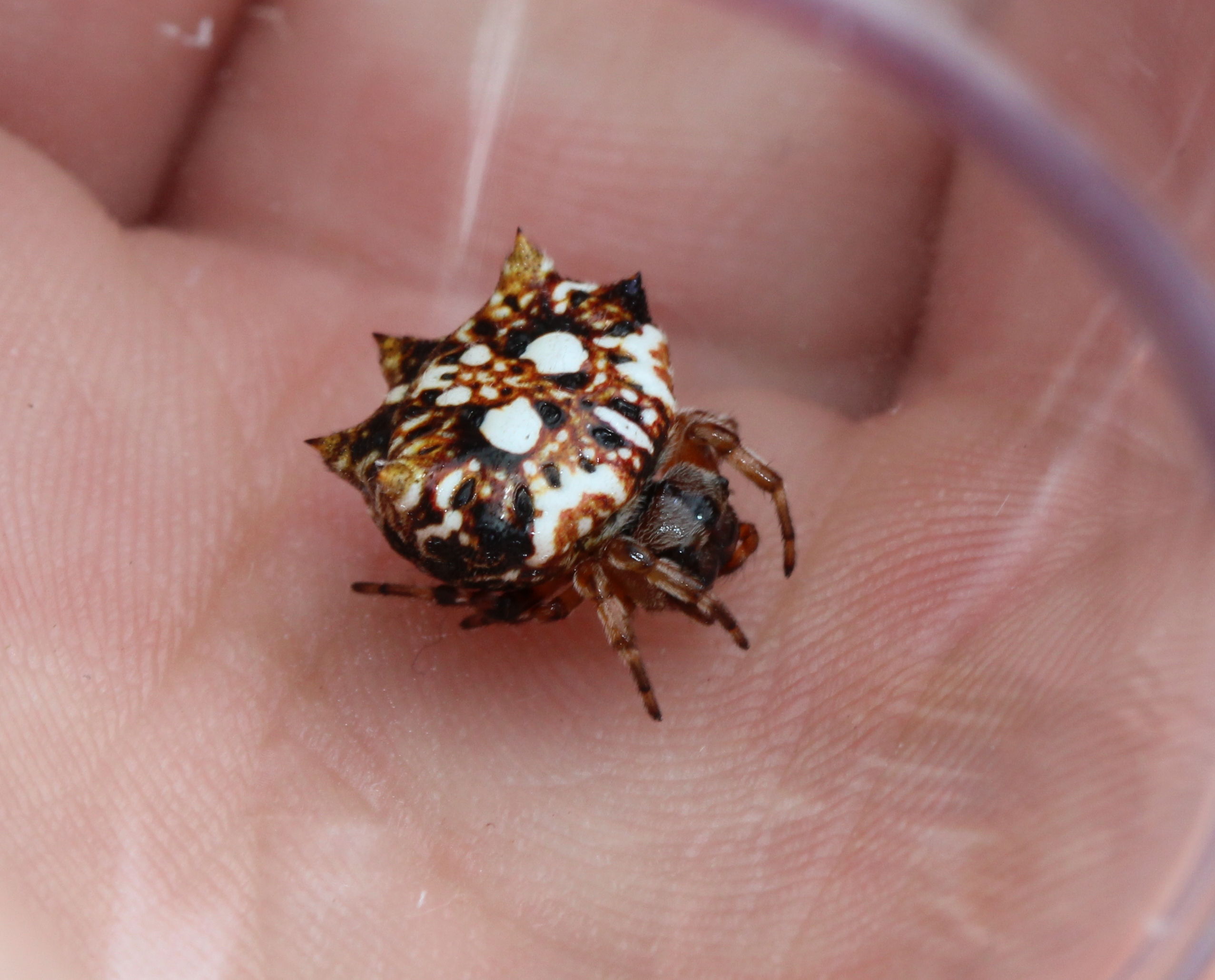
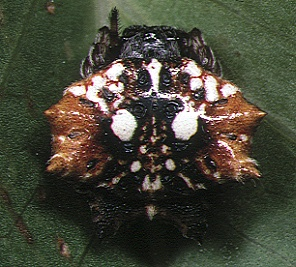
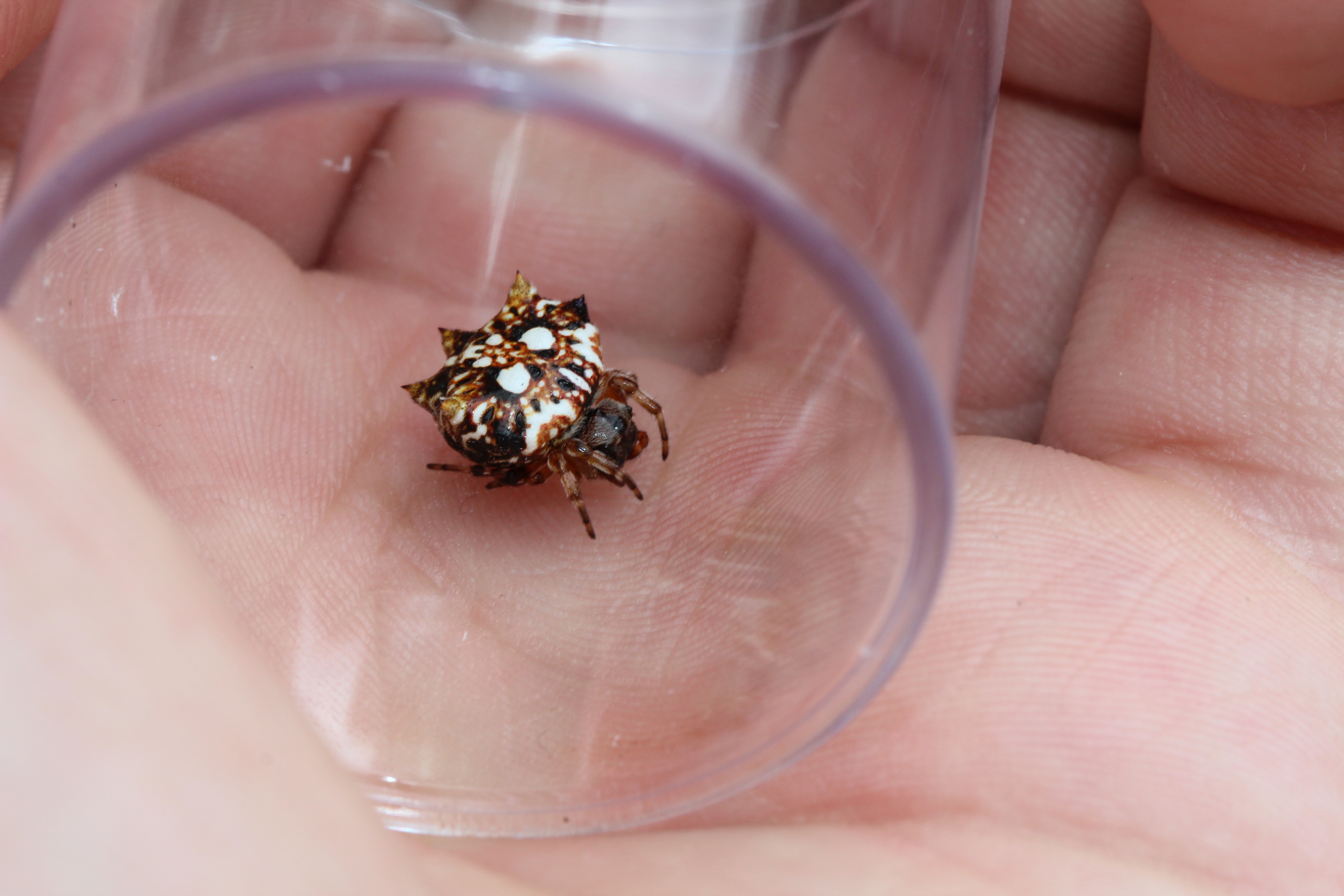